# Áskell Löve
Áskell Löve (Reykjavík, 20 ottobre 1916 – 29 maggio 1994) è stato un botanico islandese, particolarmente attivo nella sistematica e nello studio della flora artica.

## Biografia
Löve studiò Botanica presso l'Università di Lund, in Svezia, a partire dal 1937.
Conseguì il dottorato di ricerca in Botanica nel 1942 e nel 1943 un Sc.D. in Genetica.
Negli anni 1941-1945, fu ricercatore associato presso l'Università di Lund e un genetista corrispondente dell'Università d'Islanda.
Sposò la sua compagna di corso e collega Doris Wahlén. Insieme, nel 1945, fecero ritorno in Islanda, dove, tra il 1945 e il 1951, egli fu direttore dell'Istituto di Botanica e Nutrizione delle Piante presso l'Università.
Successivamente la famiglia si trasferì in America Settentrionale, dove Löve divenne professore associato di Botanica all'Università di Manitoba, in Canada.
Nel 1956, divenne Professeur de Recherches presso l'Università di Montréal e, nel 1964, professore di Biologia all'Università del Colorado a Boulder, dove rimase fino al 1974.
Fu cofondatore del progetto Flora Europaea.
Egli mantenne la sua cittadinanza islandese fino alla morte.

## Attività scientifica
Löve si interessò in particolare del numero di cromosomi delle piante. Su questo argomento fece molte pubblicazioni, oltre a curare la pubblicazione di oltre 100 rapporti di numeri cromosomici sul giornale scientifico Taxon tra il 1964 e il 1988.
Egli apportò un contributo sostanziale allo studio dell'evoluzione e della tassonomia delle specie della tribù Hordeeae imparentate con il frumento.
Löve scrisse articoli anche riguardo alla evoluzione delle piante da un punto di vista più teorico, come ad esempio l'ancora citato The biological species concept and its evolutionary structure.
Scrisse pure monografie sulla flora islandese; tra queste vi è Íslenzk Ferðaflóra (1970, II ed. 1975), illustrata da Dagny Tande Lid.

## Onorificenze
Löve fu premiato con la Guggenheim Fellowship nel 1963.
Fu anche membro eletto dell'Accademia islandese delle Scienze.